# Alojzije Stepinac

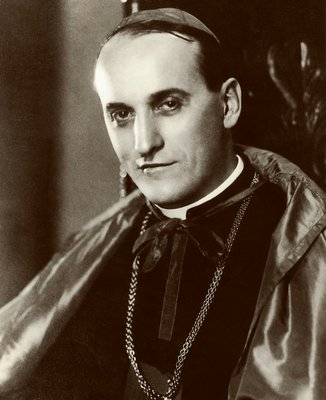
Stepinac um 1937

Kardinalswappen

Alojzije Viktor Kardinal Stepinac (verdeutscht Alois Viktor Kardinal Stepinac; * 8. Mai 1898 in Brezarić zu Krašić, Königreich Kroatien und Slawonien; † 10. Februar 1960 ebenda, Sozialistische Republik Kroatien) war ein römisch-katholischer Theologe und Kardinal sowie von 1937 bis 1960 der Erzbischof von Zagreb. Stepinac wurde 1998 von Papst Johannes Paul II. als Märtyrer seliggesprochen.

## Leben
Nachdem Stepinac das Abitur abgelegt hatte, wurde er 1916 zum Kriegsdienst in der Gemeinsamen Armee eingezogen und an der Isonzo-Front eingesetzt. Ende 1918 aus dem Krieg zurückgekehrt, besuchte er zunächst die Landwirtschaftsschule in Zagreb, wo er kurze Zeit Agrarwissenschaften studierte. In dieser Zeit verlobte er sich mit Marija Horvat, der Tochter eines seiner Lehrer in der Volksschule, doch die Braut löste das Eheversprechen. 1924 wechselte Stepinac an die Päpstliche Universität Gregoriana, wo er Katholische Theologie und Philosophie studierte und in beiden Disziplinen promovierte. Am 26. Oktober 1930 empfing er in Rom die Priesterweihe. Anschließend wirkte er als Seelsorger in Zagreb und versah zugleich die Aufgabe des Offizials bei der Diözesankurie. 1931 begründete Stepinac die Diözesan-Caritas im Erzbistum Zagreb.

### Bischofsamt
Nachdem mehrere Kandidaten für das Amt des Koadjutors aus politischen Gründen abgelehnt worden waren, betraute Papst Pius XI. 1934 Alojzije Stepinac mit dieser Aufgabe, obwohl er noch nicht das vorgeschriebene Kanonische Alter von 40 Jahren erreicht hatte. 1934 empfing er durch Erzbischof Antun Bauer von Zagreb die Bischofsweihe, dessen Nachfolger er drei Jahre später wurde.
Sein Wahlspruch lautete: „In te domine speravi“ (Ps 71,1 , deutsch: „Auf Dich, o Herr, habe ich meine Hoffnung gesetzt“).
1937 wurde er von Luigi Barlassina, dem Lateinischen Patriarchen von Jerusalem und „Rektor und ständigen Administrator des Ordens“ zum Ritter des Ritterordens vom Heiligen Grab zu Jerusalem ernannt und am 15. Juli 1937 in Jerusalem in den päpstlichen Laienorden investiert. Patriarch Luigi Barlassina ernannte ihn später zum Großoffizier und Großprior von Kroatien.

### Unter der Ustascha-Herrschaft

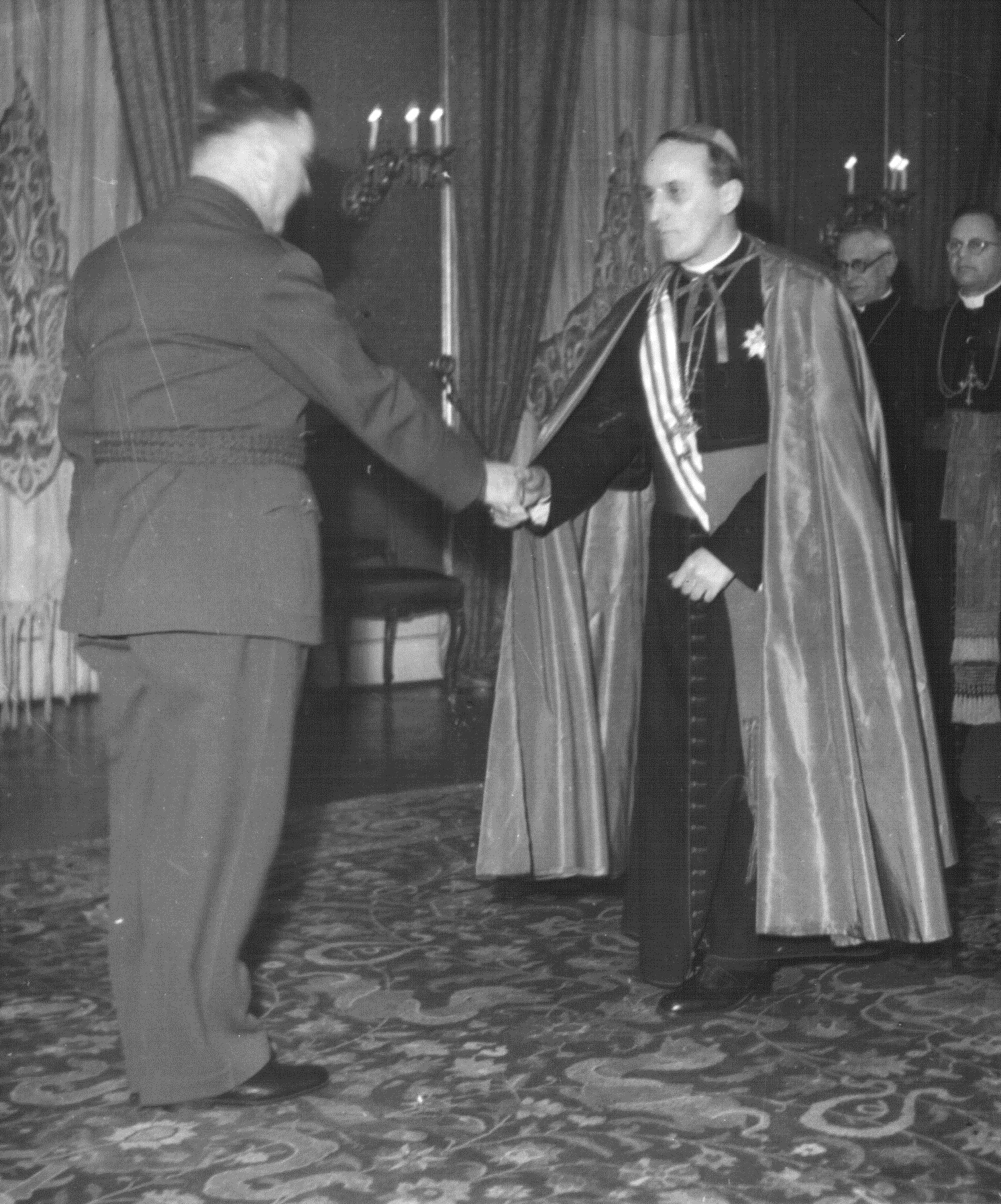
Stepinac (mit dem Großkreuz des Ordens für Verdienste) und dem kroatischen Diktator Ante Pavelić

Stepinac wurde vorgeworfen, als von Papst Pius XII. im Jahre 1942 für die Ustascha-Armee eingesetzter Militärvikar an der Ermordung serbischer Bevölkerung während des Zweiten Weltkriegs beteiligt gewesen zu sein, mit den Besatzungsmächten kollaboriert zu haben und dem Vatikan ermöglicht zu haben, sich in die inneren Angelegenheiten Jugoslawiens einzumischen. Einträge seines Tagebuchs belegten bereits in den 1930er Jahren, im Königreich Jugoslawien, sein Misstrauen gegenüber Belgrad, eine Feindseligkeit gegenüber der orthodoxen Kirche und seine Vorstellung einer autonomen oder gar separatistischen Lösung für Kroatien. Er begrüßte die Entstehung eines kroatischen Staates und sah, aufgrund seiner betont anti-kommunistischen Einstellung, in der Kollaboration mit Nazi-Deutschland das kleinere Übel. Entgegen späteren jugoslawischen Vorwürfen hat er dieses jedoch nicht unterstützt. Im April 1941 in ganz Kroatien bekannt gemachten Hirtenbrief zu Ostern appellierte Stepinac an den Klerus und das kroatische Volk, das neue Regime mit aller Kraft zu unterstützen. Sein Ton gegenüber der Ustascha-Regierung wurde jedoch im weiteren Verlauf des Krieges kritischer.
An der Konversion orthodoxer Serben zum Katholizismus kritisierte Stepinac die angewandten Mittel, weniger die verfolgten Ziele. Auf die antisemitische Gesetzgebung der Ustascha reagierte Stepinac mit einer Intervention bei Staatsführer Ante Pavelić; er erreichte, dass die Juden im September 1941 den Stern ablegen durften. Langsamer reagierte Stepinac auf die zunehmende Entrechtung der Serben. Im April 1941 wurde der Gebrauch der kyrillischen Schrift verboten, sechs Wochen später wurden alle von der orthodoxen Kirche betriebenen Kindergärten und Schulen geschlossen. In seinem Brief vom 22. Mai wandte Stepinac sich zwar gegen Verletzungen der Menschenwürde bei der Durchführung antiserbischer und antijüdischer Gesetze; Kritik seinerseits gegen die Gesetze an sich ist jedoch nicht bekannt. Als dann im Juli 1941 Deportationen nach Serbien begannen und dabei alle Regeln humaner Behandlung missachtet wurden, protestierte Stepinac schriftlich bei Pavelić, nicht gegen die Deportationen als solche, sondern gegen die Art und Weise ihrer Durchführung.

Der Konflikt zwischen Stepinac und Pavelić verschärfte sich nach dem Massaker von Glina, wo am 13. Mai 1941 alle 260 männlichen Serben von der Ustascha ermordet wurden. Einen Tag später schrieb Stepinac an Pavelić, „es sei nicht erlaubt, auch nur einen Serben zu töten, solange man ihm keine Schuld nachweise, für die er den Tod verdient habe“. Seit dem Frühjahr 1942 prangerte Stepinac die Verbrechen der Ustascha auch in seinen Predigten in der Zagreber Kathedrale an, und bald kursierten diese Texte im oppositionellen Untergrund. In einer Predigt am 25. Oktober 1942 sagte Stepinac: 

„Alle Völker und alle Rassen stammen von Gott … Jedes Volk, jede Rasse, so wie sie sich heute auf der Erde darstellen, haben das Recht auf ein menschenwürdiges Leben und Behandlung.“

 Die kommunistischen Partisanen verwendeten sie in ihrer Propaganda und benutzten Stepinac’ unbestreitbare Autorität, um die Unterstützung der Kroaten zu gewinnen. Dabei ist festzustellen, dass sich seine Kritik an den Ustascha mehr auf die angewandten Mittel als auf die verfolgten Ziele bezog. Seine Anhänger behaupten, er habe viele Opfer des faschistischen Regimes unter Pavelić gerettet. Nach Stepinac’ eigener Aussage hing von ihm im Jahr 1942 das Schicksal von 7.000 Menschen, von denen die meisten serbische Waisenkinder gewesen seien, ab. Laut Holm Sundhaussen kann Stepinac’ Einstellung zum USK und zum Ustascha-Regime beim gegenwärtigen Forschungsstand nicht abschließend beurteilt werden.

### Der Prozess gegen Stepinac

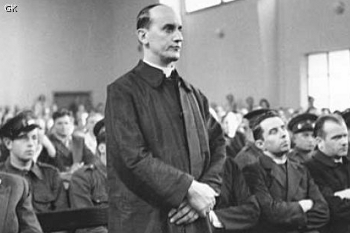
Stepinac vor Gericht (1946)

Bereits 1945 wurde Stepinac im Auftrag der jugoslawischen Regierung festgenommen. Doch aufgrund von Protesten innerhalb der Bevölkerung wurde er wieder freigelassen, um ein Jahr später doch noch vor Gericht gestellt zu werden. 1946 wurde Stepinac in einem politischen Schauprozess zu 16 Jahren Gefängnis mit Zwangsarbeit verurteilt. Die Verteidigung wurde vom Gericht stark behindert, so wurden von den 47 geladenen Zeugen nur sieben zugelassen. Der Vorwurf lautete summarisch auf die angebliche Zusammenarbeit mit dem Ustascha-Regime, Zwangskonvertierung der orthodoxen Christen und Widerstand gegen die neue Macht. Vor dem Prozess, der vor allem vom Vatikan stark kritisiert wurde, bot die jugoslawische Regierung dem Apostolischen Nuntius an, Stepinac zu versetzen, erhielt jedoch keine Antwort. Papst Pius XII. bezeichnete das Verfahren gegen Stepinac als „den traurigsten Prozess (tristissimo processo) in der Kirchengeschichte“. Neben dem Vatikan protestierten auch westliche Staatsmänner und Geistliche gegen die Inhaftierung.

In seiner Schlussrede vor Gericht sagte Stepinac am 3. Oktober 1946: 

„Auf alle Beschuldigungen, die hier gegen mich vorgebracht worden sind, kann ich nur antworten, auch wenn das Publikum dabei lacht, daß mein Gewissen rein ist. Ich habe nicht die Absicht, mich zu verteidigen oder gegen das Urteil zu appellieren. Ich bin für meine Überzeugung bereit, nicht nur ausgelacht oder verachtet und erniedrigt zu werden, sondern auch, weil mein Gewissen rein ist, jederzeit auch zu sterben … Ich war keineswegs „persona grata“ bei den Deutschen oder bei den Ustaschas. Ich war kein Ustascha und habe nie den (Ustascha-) Eid geschworen, wie es einige Ihrer Beamten getan haben, die sich hier befinden. Das kroatische Volk hat sich (1941) plebiszitär für den Kroatischen Staat entschieden, und ich wäre ein Nichtwürdiger gewesen, hätte ich nicht den Pulsschlag des kroatischen Volkes gespürt, welches ein Sklave im ehemaligen Jugoslawien war … Das was ich über die Rechte des kroatischen Volkes auf Freiheit und Unabhängigkeit gesagt habe, steht alles im Einklang mit den Grundprinzipien der Alliierten in Jalta und der Atlantikcharta. Wenn nach diesen Beschlüssen jedes Volk das Recht auf Unabhängigkeit hat, warum sollte man dies nur dem kroatischen Volke verwehren …“

Stepinac wurde nach sechs Jahren Haft in seine Heimatgemeinde Krašić entlassen und dort in seinem Elternhaus unter Hausarrest mit ständiger Beobachtung durch die Polizei gestellt. Der Arrest bestand bis zu seinem Tode und hinderte ihn auch daran, beim Konsistorium am 12. Januar 1953, bei dem er durch Papst Pius XII zum Kardinal erhoben wurde, persönlich teilzunehmen und sein Amt als Erzbischof von Zagreb auszuüben.
Stepinac starb am 10. Februar 1960 im Pfarrhof von Krašić und wurde in der Kathedrale von Zagreb bestattet. Auf der Fahrt zum Begräbnis Stepinacs wurde sein einstiger Studienkollege, der Wiener Erzbischof Franz Kardinal König, am 13. Februar 1960  in der Nähe von Varaždin in einen schweren Verkehrsunfall verwickelt. Im Krankenhaus sah König dies als Zeichen, eine Kontaktaufnahme mit den Ostkirchen anzustreben. 

## Seligsprechung

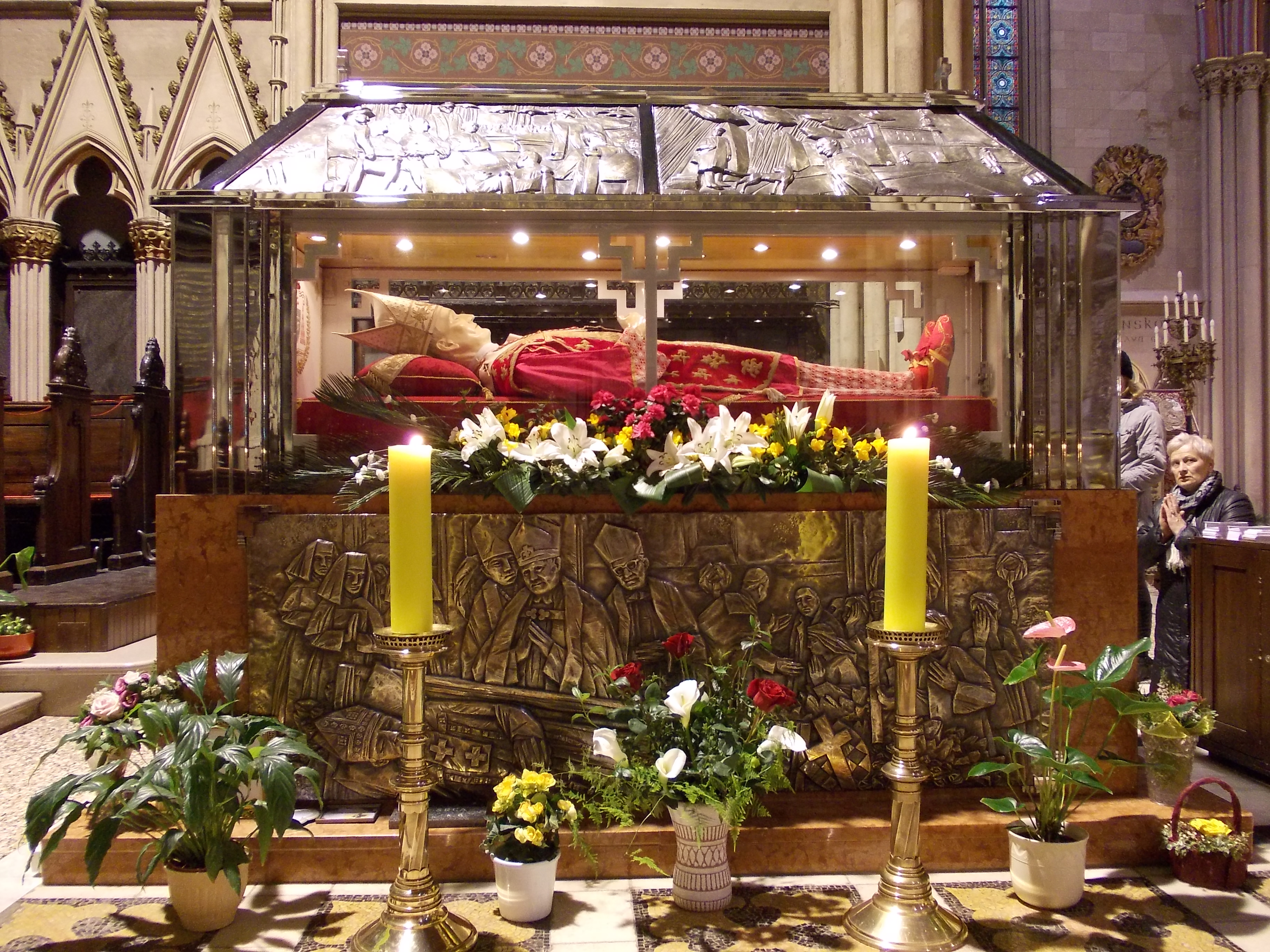
Stepinac Schrein in der Kathedrale von Zagreb

Den ersten Schritt unternahm Franjo Kuharić, der spätere Apostolische Administrator des Erzbistums Zagreb, am 14. November 1969. Später als Erzbischof reichte er zusammen mit Franjo Šeper, dem Präfekten der Glaubenskongregation am 17. Februar 1979 den entsprechenden Antrag bei der Kongregation für die Selig- und Heiligsprechungsprozesse ein.
Laut einem Bericht der katholischen Zeitung Glas Koncila von 1996 ergab eine Autopsie der sterblichen Überreste durch die kroatischen Behörden im Jahr 1993, dass Alojzije Stepinacs Leichnam ohne Herz beigesetzt worden war. Daraus schlossen kroatische Kirchenkreise, dass der Kardinal vergiftet wurde und die Behörden anschließend die Spuren vernichten wollten. Diese These vertrat auch der Postulator im Seligsprechungsprozess.
Am 3. Oktober 1998 wurde Stepinac in Marija Bistrica von Papst Johannes Paul II. seliggesprochen. Der nicht unumstrittenen Zeremonie wohnten mehr als 300.000 Gläubige, Kardinäle und Bischöfe aus aller Welt, sowie der kroatische Staatspräsident Franjo Tuđman bei.
Sein Gedenktag ist der 10. Februar, der Tag seines Martyriums.
Hinsichtlich des laufenden Heiligsprechungsprozesses von Stepinac wandte sich die serbisch-orthodoxe Kirche 2014 an Papst Franziskus und äußerte ihre Bedenken. Sie betrachtet die Rolle Stepinacs im sogenannten „Unabhängigen Staat Kroatien“ im Zweiten Weltkrieg als höchst kritikwürdig. Von Juli 2016 bis Juli 2017 tagte daher eine vom Papst einberufene ökumenische kroatisch-serbische Dialogkommission. Eines ihrer Mitglieder war der damalige Zagreber Metropolit Porfirije, heute serbischer Patriarch. Die Kommission konnte allerdings keine Einigung erreichen. Die Interpretationen der katholischen Kirche Kroatiens und der serbisch-orthodoxen Kirche seien nach wie vor zu unterschiedlich.
Im September 2020 konkretisierte Kardinalstaatssekretär Pietro Parolin anlässlich eines Besuches in Kroatien weitere Details zur Heiligsprechung Stepinacs. Nach Papst Franziskus solle dieser Schritt ein „Moment der Einheit der gesamten Kirche“ darstellen und nicht zu neuen Konflikten und Auseinandersetzungen zwischen kroatischen Katholiken und orthodoxen Serben führen. Bereits im November 2017 betonte Parolin die Gefahr, Stepinac zu instrumentalisieren.

## Abgelehnte Verleihung des Titels „Gerechter unter den Völkern“

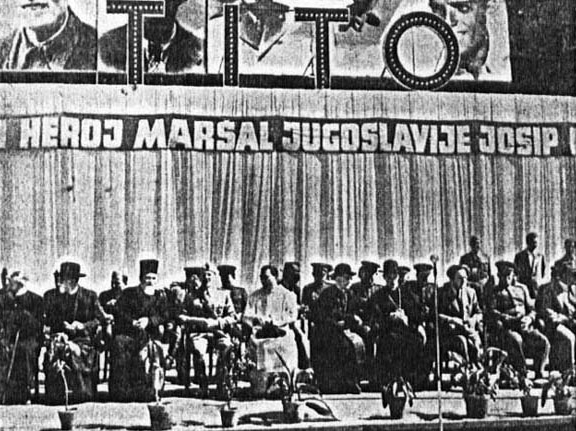
Stepinac auf einer kommunistischen Kundgebung für Tito (September 1945). Von links: drei Vertreter der serbisch-orthodoxen Kirche, der kommandierende Partisanengeneral von Zagreb, der Sekretär der apostolischen Nuntiatur, Weihbischof Josip Lach, Erzbischof Stepinac, der kroatische Regierungschef Vladimir Bakarić, der sowjetische Militärattaché und der Innenminister Andrija Hebrang

Amijel Shomrony, der von 1941 bis 1943 der Sekretär des Zagreber Oberrabins Miroslav Šalom Freiberger war, hat zweimal einen Antrag an die Gedenkstätte Yad Vashem gestellt, um Stepinac den Titel Gerechter unter den Völkern zuteilwerden zu lassen. Sowohl 1970 als auch 1994, als er zusammen mit Igor Primorac den Antrag gestellt hat, wurde der Antrag abgelehnt. Obwohl er sich laut einem Bericht der Zeitung Jutarnji list bis heute wegen eines angeblichen Versprechens an Stepinac weigert, die genaue Zahl der Geretteten zu nennen, wurde laut einer anonymen Quelle bei diesen ansonsten geheimen Entscheidungen nicht außer Frage gestellt, dass Stepinac jüdischen Bürgern geholfen habe. Als Grund für die Ablehnung wird dort genannt, dass die Schwere seiner Schuld, Untaten des Klerus verschwiegen zu haben, letztendlich nach langem Überlegen doch höher bewertet wurde.

## Ehrungen

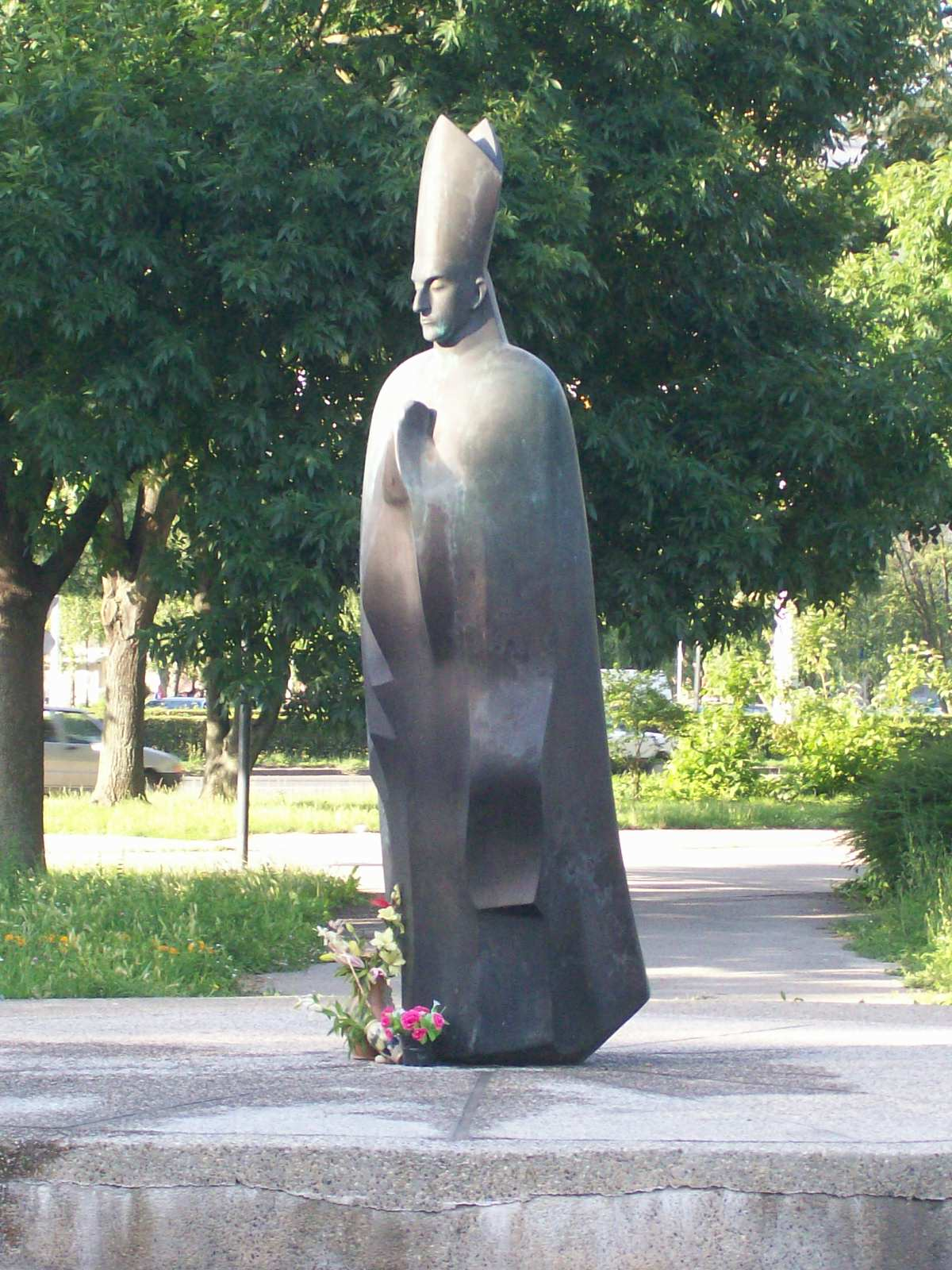
Statue von Stepinac in Novi Zagreb (Tomislav Ostoja, 1998)

Seinem Wunsch, in der Kathedrale von Zagreb beigesetzt zu werden, wurde stattgegeben.
Im Jahr 1998 gab die Republik Kroatien anlässlich des 100. Geburtstages von Stepinac eine Goldmünze zu 500 Kuna und eine Silbermünze zu 150 Kuna aus.